# Kóczián József
Kóczián József (Budapest, 1926. augusztus 4. – 2009. december 10.) háromszoros világbajnok asztaliteniszező.
A versenyszerű asztaliteniszezést 1943-ban kezdte. Számos egyesületben versenyzett, 1945-ben a Duna SC sportolójaként került be a magyar válogatottba. Kiemelkedő eredményeit a magyar csapat tagjaként, illetve – többségében Sidó Ferenccel – párosban érte el. A világbajnokságokon összesen tizennégy érmet szerzett. Legjobb egyéni eredménye az 1952-ben, Bombayban elért második helyezés. 1956-ban külföldre távozott és a német Aschaffenburg játékosa lett. 1957-ben felhagyott a versenyszerű asztaliteniszezéssel és Svédországban telepedett le. 1970-ben történt nyugalomba vonulásáig Stockholmban nyomdászként tevékenykedett.

## Sporteredményei
- háromszoros világbajnok
  - 1949, Stockholm: csapat (Sidó Ferenc, Soós Ferenc, Várkonyi László)
  - 1952, Bombay: csapat (Gyetvai Elemér, Sidó Ferenc, Szepesi Kálmán)
  - 1953, Bukarest: páros (Sidó Ferenc)
- ötszörös világbajnoki 2. helyezett:
  - 1950, Budapest: csapat (Farkas József, Sidó Ferenc Soós Ferenc, Várkonyi László)
  - 1951, Bécs: 
    - férfi páros (Sidó Ferenc)
    - csapat (Farkas József, Sidó Ferenc, Szepesi Kálmán)

  - 1952, Bombay: egyes
  - 1953, Bukarest: csapat (Gyetvai Elemér, Sebők Miklós, Sidó Ferenc, Szepesi Kálmán)
- hatszoros világbajnoki 3. helyezett:
  - 1951, Bécs: vegyes páros (Kárpáti Rózsi)
  - 1952, Bombay: vegyes páros (Farkas Gizella)
  - 1953, Bukarest:
    - egyes
    - vegyes páros (Farkas Gizella)

  - 1955, Utrecht:
    - férfi páros (Sidó Ferenc)
    - csapat (Földy László, Sidó Ferenc, Somogyi József, Szepesi Kálmán)
- világbajnoki 5. helyezett:
  - 1947, Párizs: csapat (Erős Géza, Sidó Ferenc, Soós Ferenc, Várkonyi László)
- háromszoros főiskolai világbajnok
  - 1951, Berlin:
    - egyes
    - férfi páros (Sidó Ferenc)
    - csapat (Sidó Ferenc, Szepesi Kálmán)
- háromszoros Tízek-bajnok (1951–1953)
- tizenegyszeres magyar bajnok
  - egyes: 1949, 1950, 1952, 1955,
  - férfi páros: 1949, 1951, 1952, 1953, 1955,
  - vegyes páros: 1953, 1954//1954-ben Kóczián Évával

## Díjai, elismerései
- Magyar Népköztársasági Sportérdemérem ezüst fokozat (1951)[3]
- A Magyar Népköztársaság kiváló sportolója (1951)[4]
- A Magyar Népköztársaság Érdemes Sportolója (1954)[5]